# Hjärtasjön, Småland
Hjärtasjön är en sjö i Vetlanda kommun i Småland och ingår i Emåns huvudavrinningsområde. Sjön är 4,6 meter djup, har en yta på 2,29 kvadratkilometer och är belägen 206 meter över havet. Sjön avvattnas av vattendraget Hjärtån. Vid provfiske har bland annat abborre, braxen, gädda och mört fångats i sjön.

## Delavrinningsområde
Hjärtasjön ingår i det delavrinningsområde (635206-145628) som SMHI kallar för Utloppet av Hjärtasjön. Avrinningsområdets medelhöjd är 242 meter över havet och ytan är 39,92 kvadratkilometer. Det finns ett delavrinningsområde uppströms, och räknas det in blir den ackumulerade arean 73,11 kvadratkilometer. Hjärtån som avvattnar avrinningsområdet har biflödesordning 3, vilket innebär att vattnet flödar genom totalt 3 vattendrag innan det når havet efter 178 kilometer. Delavrinningsområdet består mestadels av skog (68 procent) och jordbruk (13 procent). Avrinningsområdet har 3,4 kvadratkilometer vattenytor vilket ger det en sjöprocent på 8,5 procent. Bebyggelsen i området täcker en yta av 0,84 kvadratkilometer eller 2 procent av avrinningsområdet.

## Fisk
Vid provfiske har följande fisk fångats i sjön:
- Abborre
- Braxen
- Gädda
- Mört
- Ruda
- Sarv
- Sutare